# Holger Hansson (konstnär)
Holger Hansson, född 1570 död 1624, var en svensk målare.
Holger Hansson arbetade omkring 1603–1622 vid svenska hovet, och utförde troligen övervägande dekorativa uppdrag men även porträtt såsom av kungarna Erik XIV och Johan III. Ett Gustav Adolf-porträtt av Hansson ligger till grund för Valentin Trautmans kopparstick i kyrkobibeln 1618. Gustav Adolfs uppdrag åt Holger Hansson vittnar om kungens konstintresse. Gustav Adolfs beställde även 1615 en tecknad framställning av Augdows belägring av Holger Hansson, som var tänkt att fungera som förlaga för beställning av tapeter med samma motiv utomlands. finns representerad vid Nationalmuseum i Stockholm.